# جون ميلتون ميلر
جون ميلتون ميلر (بالإنجليزية: John Milton Miller)‏ (و. 1882 – 1962 م) هو فيزيائي، ومهندس من الولايات المتحدة الأمريكية .
توفي في بومبانو سيتي، عن عمر يناهز 80 عاماً.

## التعليم
تعلم في جامعة ييل

## الخدمة العسكرية
خدم في بحرية الولايات المتحدة.

## جوائز
حصل على جوائز منها:
- ميدالية الشرف لمعهد مهندسي الكهرباء والإلكترونيات [الإنجليزية]‏ (1953).